# Fülei-Szántó Endre (nyelvész)
| Fülei-Szántó Endre                        | Fülei-Szántó Endre                                                                       |
| Kattints az alábbi külső linkek egyikére! | Kattints az alábbi külső linkek egyikére!                                                |
| ----------------------------------------- | ---------------------------------------------------------------------------------------- |
| Nem található szabad kép.(?)              |                                                                                          |
| külső link · jogvédett                    | Fülei-Szántó Endre. Pécsi Egyetemi Almanach. 1367–1999                                   |
| külső link · jogvédett                    | Fülei-Szántó Endre és felesége Dornbach Mária. 1994-ben lett a JPTE professor emeritusa. |

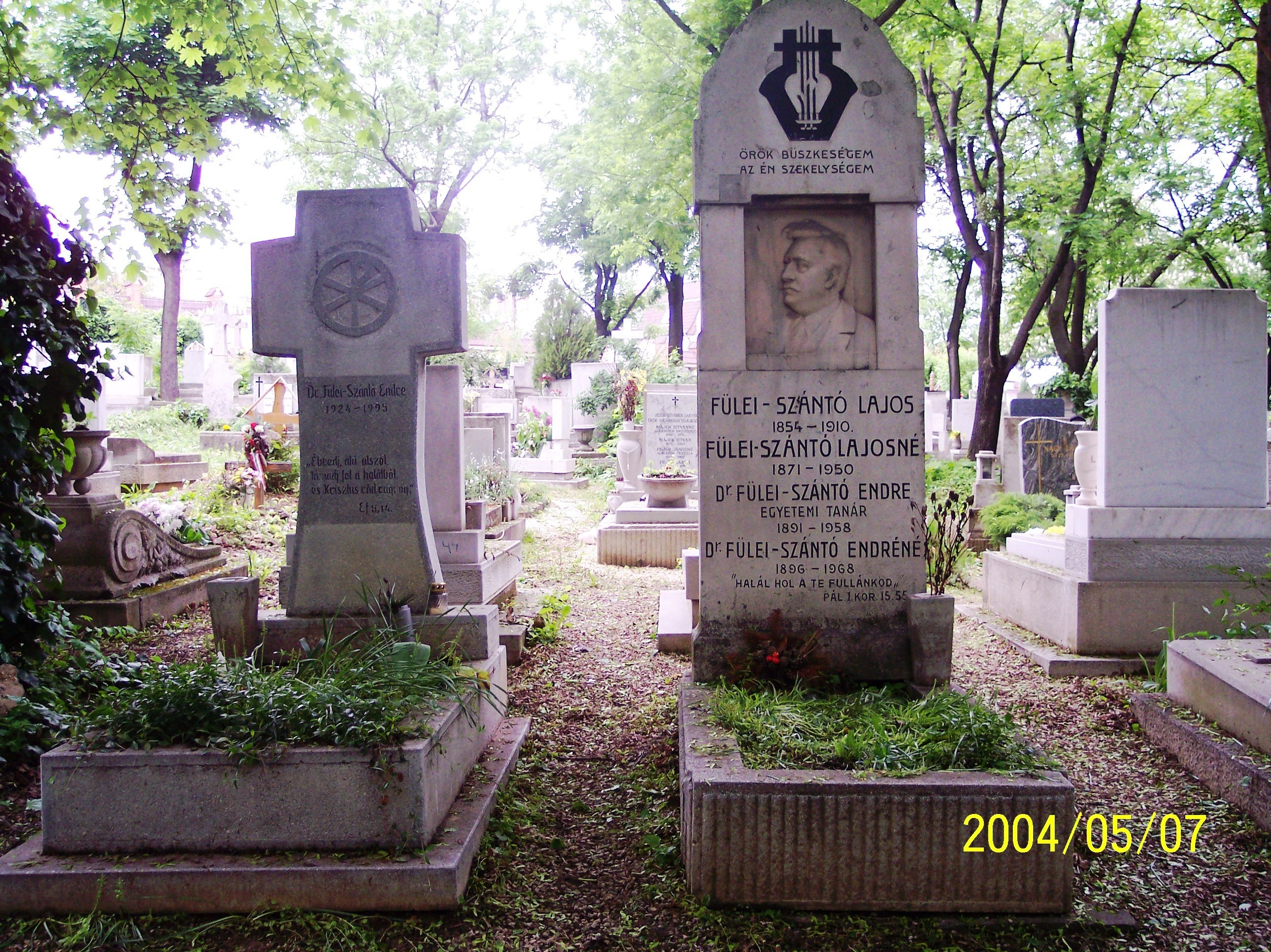
Fülei-Szántó Endre és szüleinek a sírja a Farkaréti Temetőben. (6/6-1-13)

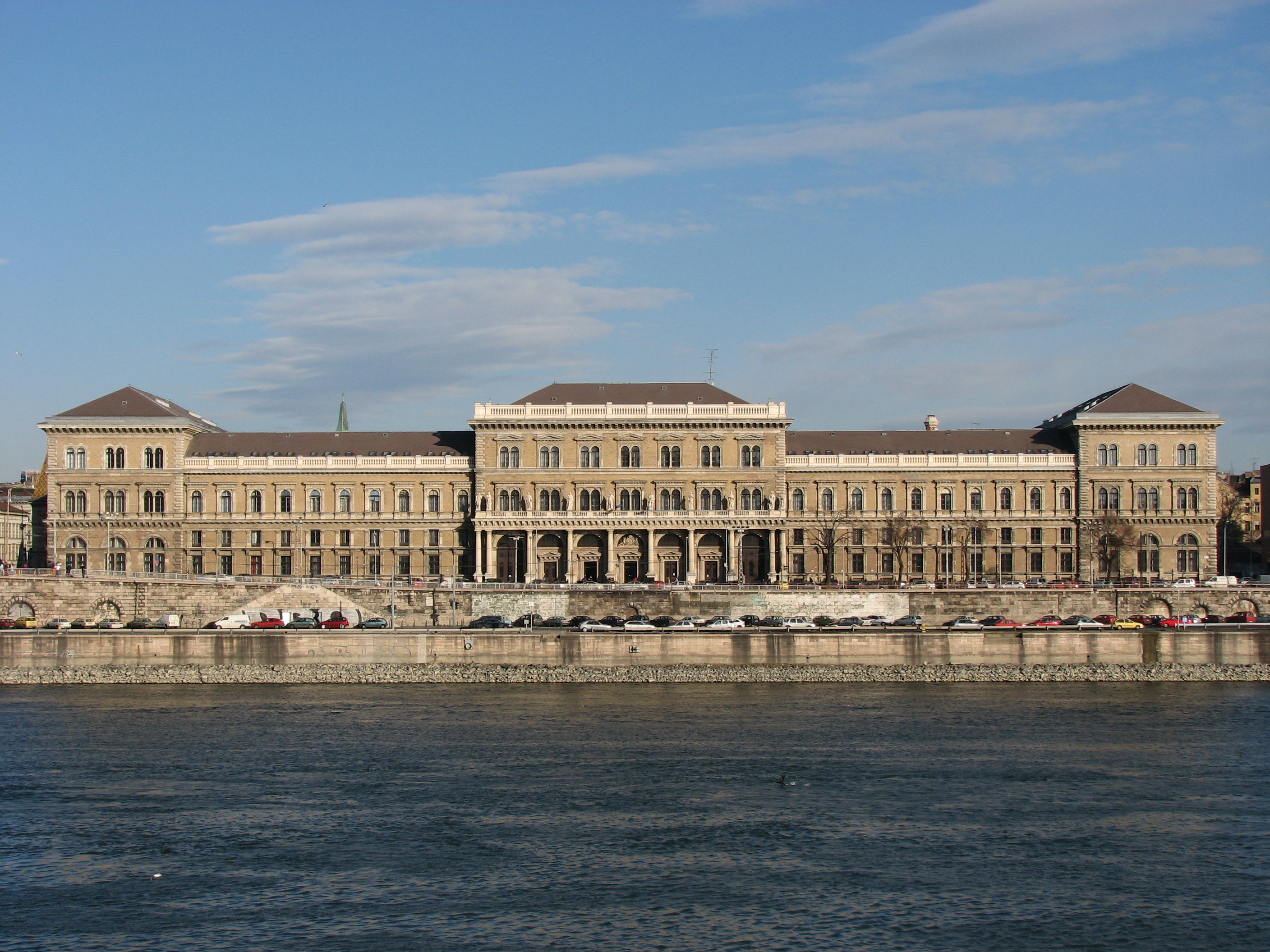
1962-1981 között a Marx Károly Közgazdaságtudományi Egyetemen tanított

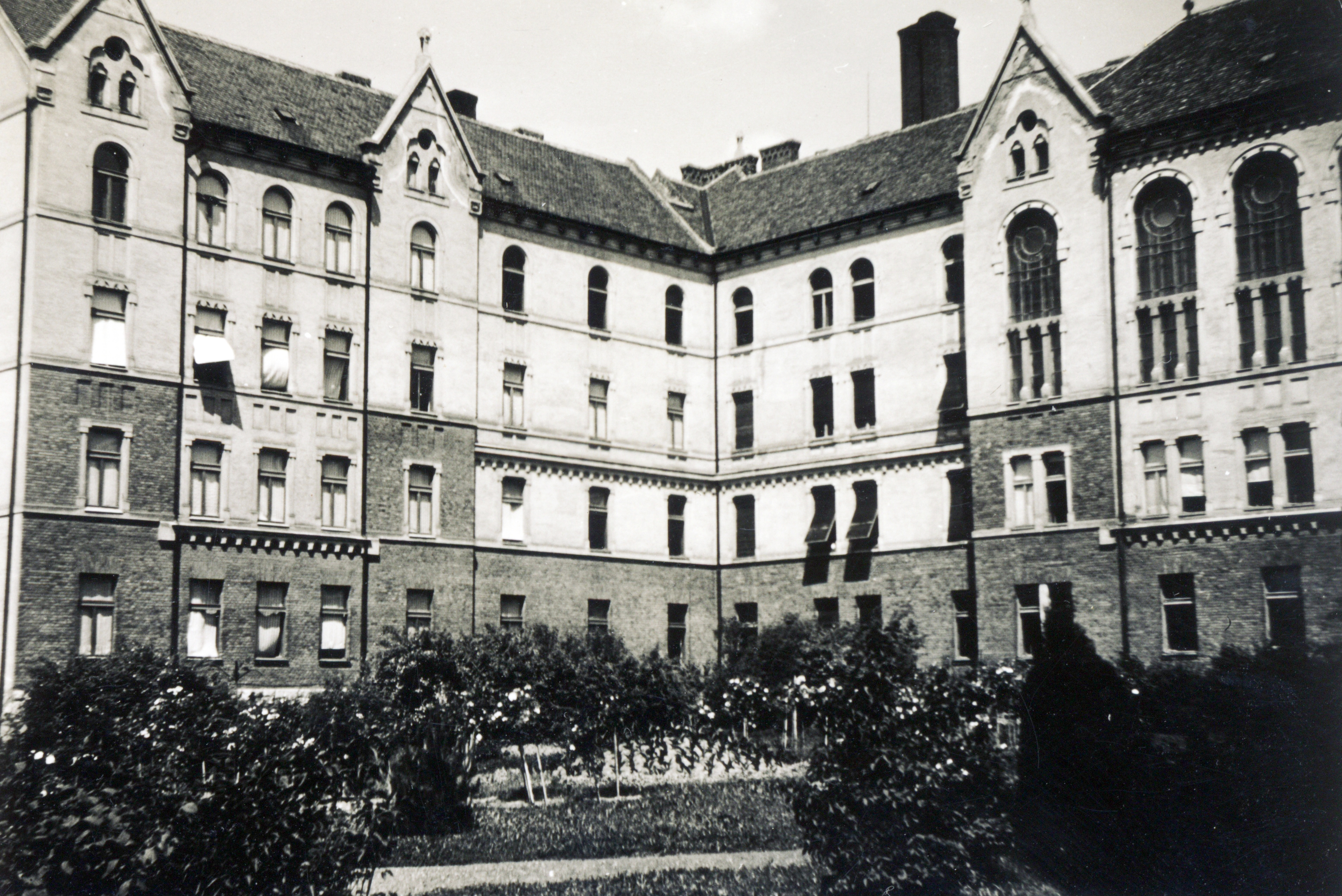
1982-1995 között a Pécsi Tudományegyetemen tanított.

Fülei-Szántó Endre (Budapest, 1924. szeptember 28. – Pécs, 1995. január 16.) bölcsész, nyelvész, filológus, egyetemi tanár.

## Élete és munkássága
Édesapja Fülei-Szántó Endre (1890–1958) jogász, egyetemi tanár, író, Erdélyből származott. Nagyapja Fülei Szántó Lajos, író, költő, publicista. Dédapja szűcsmester, Németországban tanult, aztán hazatért Székelyudvarhelyre. Édesanyja Rétay Margit műfordító volt. Szüleit 1951-ben kitelepítették, majd édesapját bebörtönözték. Gyermekei első feleségétől, Frigyesy Olgától születtek. András (1964–) és Éva (1968–2023). A Budapesti Piarista Gimnáziumban tanult, 1942-ben érettségizett. 1944-ben joghallgató, 1946-ban a Pázmány Péter Tudományegyetemen - jogi doktorátust, majd 1947. - államtudományi doktorátust szerzett.  1944–45-ben az ellenállás tagja volt, a Kisgazdapárt ifjúsági csoportján belül végzett egyre kilátástalanabb politikai munkát. Elvégezte a filozófia és a lélektan szakot, francia nyelvmesteri diplomát kapott, s két félévet hallgatott közgazdaságtanból. 
1948-ban letartoztatták és a Hadik laktanyába (Budapest, Bartók Béla út 24-26.) szállították. 1945-től a kommunista befolyás alatt álló HM Katonapolitikai Osztálya (Katpol) székhelye lett az épület, amelynek alagsorában pincebörtönöket alakítottak ki. Kardos György katonapolitikai őrnagy hallgatta ki. Felajánlotta neki hogy vagy kéri felvételét a titkosszolgálatba és külső munkatárs lesz, vagy – hiszen túl sokat jár a Francia Intézetbe – letartóztatják, mint kémet. Kardos György ezzel biztatta: „Sok kedvem ugyan nincs magához, de hát nincs kizárva, hogy hasznos külső munkatárs lesz”. Fülei-Szántó Endre a kérelmet aláírta, hogy külső munkatárs lesz, elengedték. Megpróbált Nyugatra szökni, de elfogták. A Katonai Főtörvényszék első fokon életfogytiglani fegyházra, másodfokon tíz évre ítélte. 1948 és 1956 között nyolc évet ült a Váci börtönben. 1951 márciusában egy új rab érkezett a börtönbe, aki Kardos György volt, megismerték egymást, öt évig voltak rabtársak. A Rajk-per vádlottjaitól a spanyol polgárháború veteránjain át sokakkal került egy cellába. Így tanult meg spanyolul. Spanyoltanárai voltak a börtönben: Ignotus Pál, Hatvany József, Mátyás László és Szász Béla.
A börtön megannyi szenvedése sem tudta megváltoztatni személyisége alapvonásait: a szikrázó elméjű, pompás humorú, bátor, a jóságot mindenkiben meglátó fiatalember színdarabot írt a börtönszínház számára, vitatkozott, gondolkodott és barátságot kötött megannyi, legkülönfélébb pártállású börtöntársaival. Szabadulása után 6 évig segédmunkás. 1962-ben került a Marx Károly Közgazdaságtudományi Egyetemre nyelvet oktatni. A Budapesti Közgazdaságtudományi Egyetem Nyelvi Intézetében oktatott német, spanyol, francia és angol nyelveket. 1965-ben spanyol középiskolai tanári oklevelet, majd 1983-ban angol középiskolai tanári oklevelet szerzett az ELTE-n. 1971-ben kandidált, értekezésének címe: „Az igei determináns szintaxisa a spanyol nyelv rendszerében”.
Két ifjú katonatisztet, Farkas Bertalant és társát, Magyari Bélát bíztak rá az 1970-es évek vége felé, hogy tanítsa meg őket gyorsan és magas szinten angolul. Megcsinálta, az első magyar űrhajós, Farkas Bertalan és társa, Magyari Béla sokat köszönhettek a Fülei-féle angol nyelvtanfolyamnak.
1966-tól egy évtizeden át a Debreceni Nyári Egyetem tanulmányi vezetőjeként irányította a külföldiek magyartanulását. Ezeknek a tapasztalatoknak a terméke volt ötkötetes könyve: Magyar nyelv külföldieknek (I−V. kötet, TIT, Budapest, 1972). A külföldiek ezreivel ismertette és szerettette meg a magyar nyelvet és kultúrát. Tőle és kollégáitól tanultak magyarul finnek, oroszok, koreaiak és venezuelaiak, angolok, németek és még vagy húsz más országból érkezettek, a földgolyó minden részéről.
1982-től a Janus Pannonius Tudományegyetem Magyar Nyelvi Tanszékén egyetemi tanár. 1986 és 1990 között négy esztendőt töltött vendégprofesszorként a Bukaresti Egyetemen, a Ceausescu-éra utolsó, rendkívül durva éveit töltötte kint, barátsággal, szeretettel, bölcsességgel sokak megbecsülését vívta ki. Közvetlenül élte meg a diktatúra bukását, a romániai forradalmat. A Bukaresti Egyetem Filológiai Kar, Keleti Nyelvek Tanszékén tanított, mint vendégtanár államközi szerződés alapján. Csodálatos könyvet írt róla, Fortélyos fogságban címmel, a stiláris elegancia és a pontos megfigyelések nagyszerű keverékét. 1990 és 1992 között megszervezte Pécsett a spanyol tanszéket és szakot. Létrehozta a Fakultások Közötti Együttműködés Körét, az egyetem négy karának tudományos fórumát. Arra is futotta erejéből, hogy Gazdaság és etika címen szemináriumot tartson a Budapesti Közgazdaságtudományi Egyetemen.
1971-től 1976-ig a FIPLV (International Federation of Language Teacher Associations) magyarországi képviselője, valamint tagja volt az IDV (német), International Association of Teachers of English as a Foreign Language (IATEFL) (angol) és az AEPE (spanyol) nemzetközi társaságainak is. Számos nemzetközi és hazai konferenciát és tanfolyamot rendezett és szervezett, ezeken előadóként és tanárként is részt vett. Pl.: az 1973-as és 1974-es madridi (OFINES, CENTRO IBERO-AMERICANO) posztgraduális tanfolyamai. 1991-ben a PEK (Politikai Elítéltek Közössége: 1945–56) társelnöke, majd 1992-től választmányi tagja. Tagja volt a Magyarok Világszövetsége választmányának. 1992-ben a pécsi Spanyol–Magyar Baráti Társaság díszelnöke. 1993-ban a HONT (Hungarológiai Oktatók Nemzetközi Társasága) elnökévé választották.
Szépe György professzor így emlékezett: a kilencvenes években Fülei-Szántó Endre próbálkozott azzal, hogy az MTA Nyelvtudományi Intézet keretében egy – minden elképzelhető témára kiterjedő – nyelvi tanácsadó szolgálatot hozzon létre. Ez a kísérlete azonban nem járt sikerrel. 1994-ben lett a JPTE professor emeritusa. Tudományos érdeklődése kiterjedt az általános nyelvészet, a filozófia (etika), a pszicholingvisztika, a nyelvpedagógia, és az irodalom területére. A nyelvészetben (nyelvelméletben, nyelvfilozófiában) és a nyelvoktatásban mindenekelőtt a beszéd, a kommunikatív-közhasznú megközelítés ragadta meg, ennek rendelte alá a nyelvi struktúra szempontjait. Ezzel párhuzamosan rendkívüli érdeklődést mutatott az irodalom és a művészetek iránt is.
1992-ben, még életében megkapta a Magyar Köztársasági Érdemrend tisztikeresztjét. Apáczai Csere János-díjat kapott 1995-ben posztumusz. 2005. március 19-én posztumusz Magyar Örökség díjat kapott (ld. Szirtes Gábor laudációját).
„ Jenei György egyetemi tanár (Budapesti Corvinus Egyetem) emlékeiből: 1971-ben a nyelvi államvizsgán történt. A külker szakos csoport először orosz, majd spanyol nyelvből vizsgázott, az utóbbiból lényegesen jobb eredménnyel. A minisztérium képviselője ezt szóvá is tette, mire Fülei-Szántó Endre a spanyoltanár így válaszolt: miért, mit gondol, a török hódoltság tizenötödik évében hányan tudtak itt törökül? ”

## Fontosabb művei
- Fülei-Szántó Endre 112 publikációjának adatai. OSZK. Katalógus.[11]
- Publikációinak teljes listája és adatai.[9] Magyarul 71, németül 12, spanyolul 4 publikációja jelent meg.
- Fülei-Szántó Endre publikációs jegyzéke. „Inter-lingua. Liber sollemnis ad professorem Andream Fülei-Szántó septuagenario”. Budapest, 1994.
- Német nyelvkönyv középhaladók részére. Budapest. Tankönyvkiadó, 1966.[12]
- Speculative grammars of the Middle Ages. The doctrine of Partes orationis of the Modistae by Bursill-Hall, G. L. Publication date  1972. Fülei-Szántó Endre. 246-255.[13]
- Theory of Teaching Material and Modern Teaching Materials In: Modern Linguistics and Language Teaching (International Confernce Budapest, 1–5 April 1971): 77–87, Akadémiai Kiadó, Budapest 1975.[14]
- Hogyan tanuljunk idegen szavakat? (Szót kérek! Nyelvtanárok és nyelvtanulók fóruma) Világ és Nyelv, 1977. 5. sz.
- ”A nyelvtanulásról”. Beszélgetés Fülei-Szántó Endrével. Riporter: Szilágyi János. Budapest. A Magyar Rádió Idegen nyelv – anyanyelv c. sorozatának anyaga. RTV-Minerva, 1975.[15]
- ”Nyelvpedagógiai írások”. Budapest.  MKKE Nyelvi Intézet, 1978-1992.
- ”A szituáció szerepe az idegen nyelvek oktatásában” Budapest. TIT, 1979.
- „Impositive sentences in Spanish. Theory and description in linguistic pragmatics”. Henk Haverkate, Amsterdam: North-Holland Publishing Company, 1979.
- A gazdasági nyelvészet lehetőségei. Egyetemi Szemle. 2. évfolyam. 1980. 4. sz. 117-121.[16]
- ”Congressus internationalis Fenno-Ugristarum "Congressus internationalis Fenno-Ugristarum" Tractationes participantium Hungarorum sectiorum linguisticarum Congressus VI. internationalis Fenno-Ugristarum "Tractationes participantium Hungarorum sectiorum linguisticarum Congressus VI. internationalis Fenno-Ugristarum" Budapest. Akadémiai Kiadó. 1984.
- "Gondolatok az akcióminőség és az igekötők rendszerének összefüggéseiről" A magyar nyelv grammatikája. 1980.
- Just, Economica, Linguistica In: Sprache und Information (Wirtschaft) Attikon Verlag (Hrg.: Theo Bungarten) Hamburg, 1988.
- Fortélyos fogságban: egy vendégtanár pszichológiai kalandjai a Balkánon. Pécs Baranya M. Kvt., (Pécs Molnár) 1993.
- Fülei-Szántó Endre- Meláth Ferenc. Német társalgás.  Sorozat: (Tanuljunk nyelveket!, 0133-1094) 1. kiadás: 1989. 9. kiadás. 2001.  Budapest. Nemzeti Tankönyvkiadó.
- A hungarológia helye és szerepe a tudományok és a művelődéspolitika rendszerében.
- Keresztény Küldetéstudat a tudományban. 5-8. In.: Keresztény Pedagógiai Nyári Egyetem. IV. Szerkesztette Dr. Várnagy Elemér. Janus Pannonius Tudományegyetem Pedagógia Tanszék kiadása. Pécs, 1994.[17]
- Fülei-Szántó Endre. A verbális érintés. MTA Nyelvtudományi Intézete. Linguistica, Series C. Relationes 7. 1994. .[18] AKJournals DOI[19]
- Model S – O (strukture–operacije) In: Aktivne metode i moderna pomogala u nastavi dstranih jezika (511–518.) Zagreb 1971.
- Ein Versuch der logischen und grammatischen Beschreibung der Modalitaten in einigen Sprachen In: Papers from the International Symposium on Applied Contrasive Linguistics (141–157.) Stuttgart 1971.
- Modern Linguistics and up-tu-date Teaching Materials (Társszerző Hegedűs József) In: FIPLV–TIT Kongresszus, 1971. április 3.)
- Der Zusammengesetzte Satz im Lehrmaterial In: Iral-Sonderband (207–214.) Heidelberg 1972.
- La gramática generativa y la enseńanza del espańol In: Boletin de AEPE No. 8. Madrid 1973.
- Generative Grammar and Teaching Materials In: Comenius Emlékkönyv Bratislava 1973.
- Oraciones nucleares en alemán, inglés, espańol y húngaro YELMO – Rev. del profesor de espańol 1973. No. 14. Madrid 1973. In: Actas del internacional de Estudios Hispánicos (277–283.) Budapest 1976.
- Magyar-német, magyar-angol, magyar-francia szószedet: A Magyar nyelv külföldiek számára I-II. kötetéhez. Budapest : Tudományos Ismeretterjesztő Társaság. 1977.
- Grundstrukturen der kommunikativen Situationen In: Kommunikative und funktionale Sprachbetrachtung (162-168.) Halle, 1978.
- Interjektionen als kommunikative Einheiten In: Kommunikative–funktionale Sprachbetrachtung, Band 1. (87–91.) Halle 1981.
- Die Spieltheorie und ihre Besichtigung bei der Stoffauswahl für die sprachliche Ausbildung ausländisher Geraminstikstudenten In: Sammelband Herder Institut (35–40.) Leipzig, 1982.
- Soma Modal Values in Hungarian In: Nyelvtudományi Közlemények 87. 1984. 2. (331–336.) Budapest 1984.
- Plurilingua – Gegenwärtige Tendenzen der Kontaktlinguistik, Dümmler, Bonn 1983. – Könyvismertetés In: Germanistische Mitteilungen, Brüssel 19. 1984 (93–95.)
- On Modal Auxiliaries In: Nyelvtudományi Közlemények 1986. 2. (332–337.) Budapest 1986.
- Typological Aspects of Auxiliary Verbs In: Proceedings of the 14 International Congress of Linguistics (2361–2363.) Berlin 1987.
- Just, Economica, Linguistica In: Sprache und Information (= Wirtschaft) (295–306.) Attikon Verlag (Hrg.: Theo Bungarten) Hamburg 1988.
- Un unavoidable "seme" (meaning-element) in Componential Analysis In: Revue de Linguistique Roumaine C.I.T.A. XXVI. 1. (33–43.) Bukarest 1988.
- There Ranks of Action-guiding Rules in Natural Languages In: Revue de Linguistique Roumaine 1988. Tom. XXXIII. N.5. (Sept.–oct.) Bukarest 1988.
- Trans-, anti- und meta- (Philosophische Prefixe der Bedeutungsschaffung in der Dichtung von Paul Celan) In: Neue Literatur, Zeitschrift des Schriftstellerverbandes der Republik Rumänien, 1988. Nr. 6. (56–58.) Bukarest 1988.
- Német társalgás. (Társszerző Meláth Ferenc) Budapest.  Nemzeti Tankönyvkiadó Vállalat. 10. Kiadás. 2009.[20]

## Konferencia előadásainak a témái
- Model S—O (strukture – operacije) In: Aktivne metode i moderna pomagala u nastavi stranih jezika (Predavanja i referati održani na 10. Kongresu FIPLV u Zagrebu, 5–9. 4. 1968.) (Ed.: Rudolf Filipović): 511–518, Školska Knjiga, Zagreb 1971.
- Ein Versuch der logischen und grammatischen Beschreibung der Modalität in einigen Sprachen In: Papers from the International Symposium on Applied Contrastive Linguistics (Stuttgart, October 11-13, 1971) (Ed. Gerhard Nickel): 141–156, Cornelsen – Velhagen & Klasing, Bielefeld 1972.
- Hegedűs József: Modern Linguistics and up-tu-date Teaching Materials In: FIPLV–TIT Kongresszus, 1971. április 3.)
- Hozzászólás Szende Aladár előadásához (Szende Aladár: Új utak az anyanyelvi képzésben: 47–52) In: Nyelvtudományi vándorgyűlés (Hódmezővásárhely, 1972. október 20–21.) (Szerk.: Szathmári István): 63–64, Magyar Nyelvtudományi Társaság, Budapest 1973.
- Genre und Struktur der Kommunikation in der Wissentschaftlichen Thematik In: ZBORNÍK z konferencie „Aktuálne problémy modernej cudzojazyčnej výučby u dospelých” (7–8. marec 1974.): 191–199, Bratislava, 1974.
- Kontrastieve Beschreibung der deontischen Modalität im englischen und spanischen Sprachsystem In: Applied contrastive Linguistics (Association internationale de Linguistique Appliquee third Congress, Copenhagen 1972) (Ed. G. Nickel): 110–119, Julius Groos Verlag, Heidelberg 1974.
- Theory of Teaching Material and Modern Teaching Materials In: Modern Linguistics and Language Teaching (International Confernce Budapest, 1–5 April 1971): 77–87, Akadémiai Kiadó, Budapest 1975.
- Kísérlet a nyelvi órák intenzitásának matematikai mérésére In: Nyelvpedagógiai írások I. MKKE Nyelvi Intézet (A Marx Károly Közgazdaságtudományi Egyetem fennállásának 30. évfordulójára rendezett jubileumi ülésszak előadásainak anyaga) (Szerk.: Fülei-Szántó Endre és Gereben Ágnes): 132–142, Budapest 1978.
- Az intenzívum kategóriája In: Nyelvpedagógiai írások II. (Konfrontáció a társadalomtudományokban — Az 1979. február 28–március 2. között megrendezett konferencia előadásai) (Szerk.: Fülei-Szántó Endre és Gereben Ágnes): 54–74, MKKE Nyelvi Intézet, Budapest 1979.
- A nyelvelméletek jelentősége a nyelvelsajátításban In: A lengyel nyelvoktatás Magyarországon (1982. március 24–25. között tartott tudományos konferencia anyaga) (Szerk.: Dr. Bańczerowski Janusz): 40–53, Lengyel Kultúra, Budapest 1982.
- Kommunikáció és vezetés In: Személyzeti Nyári Egyetem (előadásainak gyűjteménye) (Pécs, 1985. július 8–12.) (Szerk.: Dr. Litavecz Mihály és dr. Szemere Mátyás): 152–153, Szervezési és Vezetési Tudományos Társaság Baranya Megyei Szervezete, Pécs 1985.
- The use of songs in teaching english In: Proceedings of the second conferenc on speech orientated elt (Ed’s: József G. Bognár and Andrew C. Rouse): 213–221, JPTE Pécs, 1985.
- A spanyol és a magyar igenevek kontrasztív leírása In: Az élő nyelvek összevető nyelvtanainak elvi és gyakorlati kérdései (Az előadások és hozzászólások vázlatai): 81–82, Pécs, 1971.
- Distorted Communication with Different Ethical Presuppositions In: Contact + Confli(c)t II (Symposium C + C II 2–5/VI/1982) (Ed. Peter Nelde) Brussel – Bruxelles 1982.
- Deontic operators in action sentences In: Anglisztikai napok ’85, Annual conference in english and american studies in Hungary (Pécs, 1985. január 28–30.): 55–56, Pécs, 1985.
- M. Criado de Val, Gramática espanola [Recenzió] == Filológiai Közlöny. – 10:3–4 (1964.). – p. 494–495.

## Tagságok
- TIT Idegennyelv-oktatási Tanács
- Hungarológiai Oktatók Nemzetközi Társasága
- Spanyol–Magyar Baráti Társaság
- International Federation of Language Teacher Associations
- Internationale Deutschlehrerinnen- und Deutschlehrerverband
- International Association of Teachers of English as a Foreign Language
- Asociación Europea de Profesores de Español

## Jelentések Fülei-Szántó Endréről az ÁBTL-ben
Az ÁBTL-ben 16 dosszié található, ahol Fülei-Szántó neve szerepel. Pl. K-2679/3 Dosszié tárgya: "Moore", K-3103/1 Dosszié tárgya: "Dorrell", M-37297 Dosszié tárgya: Riporter, M-41675/1 Dosszié tárgya: Rábai Pál, O-17169/2 Dosszié tárgya: Ellenséges tevékenységet kifejtő cionisták, stb. 1957-ben egy évvel azután, hogy nyolc éves börtönbüntetéséből szabadult, be akarták szervezni, de a beszervezés meghiúsult. Részletesen tárgyalta ezt: Dosszié jelzete: M-23444 Dosszié tárgya: „Bárány Tamás” (valódi neve: Foitl Károly sz. 1920. Illegális szervezkedésben vett részt. A beszervezést terhelő alapon 1957-ben Horváth Lajos hajtotta végre) ügynök jelentése. Feladata volt Fülei-Szántó Endrével való megismerkedése, hogy feltérképezze, beszervezhető-e. „Kiértékelés Fülei-Szántó Endrével beszervezés céljából foglalkoztunk, ügynökünknek feladatául adtam, hogy ismerkedjen meg vele, ismerje meg jellemét, politikai beállítottságát, baráti kapcsolatait. Fülei-Szántó Endre beszervezésétől elálltam, mivel egy alkalommal már foglalkoztak vele beszervezése céljából az Államvédelmi Hatóság, azonban beszervezése meghiúsult. Aláírta Horváth Lajos, politikai nyomozó, r. hadnagy.” Fülei-Szántó Endrét csak 1967-ben rehabilitálták. A terhelő adatok felsorolása: 1951 III 14-én a Budapesti Katonai Törvényszék Kb. XI. 084/1950 sz. alatt hűtlenség btt. – Franciaország részére – más bűncselekmények miatt 10 év 6 hó börtönre és 11 év politikai jogvesztésre ítélte, összbüntetésül. Kegyelemmel mentesült a hátrányos jogkövetkezmények alól az 1950. évi 11 tc. 71. II bekezdés alapján. Dr. Fülei Szántó Endre, sz. Budapest 1924 IX 28, anyja neve Rétay Margit, foglalkozása adjunktus, Budapest IX Közgazdaságtudományi Egyetem. Budapest 1967. II 6. Kiállította Fodor Ferencné, III/2/C százados”. Dosszié típusa: 2.2.1. Dosszié jelzete: I/6. 6.doboz. Dosszié tárgya: Operatív kartonok ÁBTL-2.2.1 I/6. 6.  /661.

## Videófelvételek
- Csepeli György: Beszélgetés Fülei-Szántó Endre professzorral. Készült 1985-ben. Fülei-Szántó Endre gyermekéveiről és a börtönéveiről beszélt. – Videó, Egy jogtalan túlélő. Fülei-Szántó Endre. Napzárta. MTV2, 1991. március 26
- Beszélgetés Fülei-Szántó Endrével, aki a Pécsi Tudományegyetemen 70 éves korában először kapta meg a professor emeritus címet – Videó, Közzététel: UNIVTV Navigátor. 2018. február 28. 27.5 perc. 25 éves az UNIV TV. 1995.
- Huszár Zoltán-Vonyó József: Beszélgetés Fülei-Szántó Endrével  – Videó, Beszélgetés Fülei-Szántó Endre professzorral. Várostörténeti Múzeum. 1991. április 24.
- Elhunyt Fülei-Szántó Endre – Videó, ,,Itthon" - (1995.01.24.) ,,Itthon" - (1995.01.24.) MTV Pécsi Körzeti Stúdió. Csorba Győző Könyvtár.

1. ↑  JSTOR: Search Results. www.jstor.org. (Hozzáférés: 2021. július 8.)
2. ↑  Takács Zsuzsa. Sóbálvány. Magvető kiadó. 2017.
3. ↑  Magyar Nyelv – 91. évfolyam – 1995. | Arcanum Digitális Tudománytár. adtplus.arcanum.hu. (Hozzáférés: 2020. november 26.)
4. ↑  Fülei-Szántó Endre (1924–1995) | Beszélő (magyar nyelven). beszelo.c3.hu. (Hozzáférés: 2020. október 2.)
5. ↑  work=www.odrportal.hu. [2020. október 9-i dátummal az eredetiből archiválva]. (Hozzáférés: 2020. október 2.)
6. ↑  Új Dunántúli Napló, 1993. szeptember (4. évfolyam, 238-267. szám) | Könyvtár | Hungaricana. library.hungaricana.hu. (Hozzáférés: 2020. október 2.)
7. ↑  Magyar Nyelv – 91. évfolyam – 1995. | Arcanum Digitális Tudománytár. adtplus.arcanum.hu. (Hozzáférés: 2020. október 7.)
8. ↑   (2020. október 4.) „A Farkasréti temető nevezetes halottainak listája” (magyar nyelven). Wikipédia.
9. ↑  Pécsi Szemle, 2005 (8. évfolyam, 1-4. szám) | Arcanum Digitális Tudománytár. adtplus.arcanum.hu. (Hozzáférés: 2020. október 7.)
10. ↑  Fülei-Szántó Endre (1924-1995). pte.hu. (Hozzáférés: 2020. október 19.)
11. ↑  Pécsi Egyetemi Almanach. almanach.pte.hu. (Hozzáférés: 2021. február 24.)
12. ↑  Modern nyelvoktatás. Fülei-Szántó Endre 41 publikációjának az adatait adta meg
13. ↑  Endre Fülei-Szántó: THEORY OF TEACHING MATERIAL AND MODERN TEACHING MATERIALS.  2018–01–22.  ISBN 978-3-11-089072-3 Hozzáférés: 2021. július 8.
14. ↑  Festschrift für Professor Endre Fülei-Szántó zum 70. Geburtstag
15. ↑  Festschrift für Professor Endre Fülei-Szántó zum 70. Geburtstag.
16. ↑  Festschrift für Professor Endre Fülei-Szántó zum 70. Geburtstag
17. ↑  Autoridades de la B.N.: Búsqueda. catalogo.bne.es. (Hozzáférés: 2021. július 16.)
18. ↑  Új Dunántúli Napló, 1995. január (6. évfolyam, 1-30. szám) | Könyvtár | Hungaricana. library.hungaricana.hu. (Hozzáférés: 2021. július 17.)
19. ↑  Írta: _ |: Dr. Sipos Béla: ÁBTL iratok a Marx Károly Közgazdaságtudományi Egyetem tanárairól. 2. rész. (magyar nyelven), 2024. március 25. (Hozzáférés: 2024. április 8.)
20. ↑  István Lengvári: A pécsi bölcsészkar bölcsője. A Pécsi Tanárképző Főiskola egyetemi karrá válása és az egységes, egyetemi szintű tanárképzési kísérlet. Szerkesztette: Lengvári István és Polyák Petra. Pécs, 2013.  Hozzáférés: 2021. július 17.
21. ↑  Neveléstörténet, 2006 (3. évfolyam, 1-4. szám) | Arcanum Digitális Tudománytár. adtplus.arcanum.hu. (Hozzáférés: 2020. október 7.)
22. ↑  Magyar Napló, 2012 (24. évfolyam, 1-12. szám) | Arcanum Digitális Tudománytár. adtplus.arcanum.hu. (Hozzáférés: 2020. október 7.)
23. ↑  Napló, 2015. január (71. évfolyam, 1-26. szám) | Arcanum Digitális Tudománytár. adtplus.arcanum.hu. (Hozzáférés: 2020. október 7.)
24. ↑  [ https://mek.oszk.hu/01900/01962/01962.pdf †Fülei-Szántó Endre. Keresztény Küldetéstudat a tudományban]
25. ↑  Síremlék adatbázis – Nemzeti Panteon Alapítvány (magyar nyelven). [2020. szeptember 24-i dátummal az eredetiből archiválva]. (Hozzáférés: 2020. október 8.)
26. ↑  A Farkasréti Temető 2. - Budapesti Negyed 41. (2003. ősz) | Könyvtár | Hungaricana. library.hungaricana.hu. (Hozzáférés: 2020. október 12.)
27. ↑  Nemzeti Örökség Intézete (magyar nyelven). Nemzeti Örökség Intézete. (Hozzáférés: 2020. november 22.)
28. ↑  Magyar Nyelvőr – 119. évfolyam – 1995. | Arcanum Digitális Tudománytár (magyar nyelven). adt.arcanum.com. (Hozzáférés: 2021. július 2.)
29. ↑  A DUNÁNÁL - 2003. FEBRUÁR (2. ÉVFOLYAM, 2. SZÁM) | Arcanum Digitális Tudománytár. adt.arcanum.com. (Hozzáférés: 2021. július 2.)
30. ↑  Írta: _ |: Dr. Sipos Béla: A Marx Károly Közgazdaságtudományi Egyetem (1953-1989) a „pártos” egyetem. (magyar nyelven), 2024. április 30. (Hozzáférés: 2024. május 1.)